# Magdalena Calonge i Panyella
Magdalena Calonge i Panyella (Castellbell i el Vilar, 19 de març de 1872 - Sabadell, 5 d'agost de 1955) fou una practicant catalana de la teosofia.
Calonge formà part del Centre Espiritista de Sabadell, que tenia com a precedent el Centre d'Estudis Psicològics, creat el 1911 i clausurat el 1939 per la dictadura franquista. El 31 de desembre de 1924 Magdalena Calonge fundà i presidí la Rama Fides, un grup sabadellenc adherit a la Societat Teosòfica d'Helena Blavatsky, «una societat o comunitat per a la recerca de la saviesa divina, saviesa oculta o espiritual», amb relacions amb moviments socials de l'època com ara el republicanisme, l'obrerisme, el modernisme artístic o el naturisme, i impulsora del pacifisme, l'excursionisme i el vegetarianisme.
Magdalena Calonge era propietària de la torre d'estil hel·lenitzant que la societat tenia al barri de la Serra d'en Camaró de Sabadell, i que n'era la seu. El 1995, en dissoldre's l'entitat i d'acord amb els estatuts, la torre passà a mans del barri com a equipament social. L'Ajuntament de la ciutat donà el nom de Magdalena Calonge a la plaça on es troba l'edifici Conegut com La Torre, actualment és la seu de l'associació Ethos, que treballa en la prevenció i rehabilitació de dependències.